# Анджело Доменгіні
Анджело Доменгіні (італ. Angelo Domenghini, нар. 25 серпня 1941, Лалліо) — колишній італійський футболіст, нападник. По завершенні ігрової кар'єри — футбольний тренер.
Як гравець насамперед відомий виступами за клуб «Інтернаціонале», а також національну збірну Італії.
Триразовий чемпіон Італії. Володар Кубка Італії. Дворазовий володар Міжконтинентального кубка. Володар Кубка чемпіонів УЄФА. У складі збірної — чемпіон Європи.

## Клубна кар'єра
У дорослому футболі дебютував 1960 року виступами за команду клубу «Аталанта», в якій провів чотири сезони, взявши участь у 69 матчах чемпіонату. За цей час виборов титул володаря Кубка Італії.
Своєю грою за цю команду привернув увагу представників тренерського штабу клубу «Інтернаціонале», до складу якого приєднався 1964 року. Відіграв за «нераззуррі» наступні п'ять сезонів своєї ігрової кар'єри. Більшість часу, проведеного у складі «Інтернаціонале», був основним гравцем атакувальної ланки команди. У складі «Інтернаціонале» був одним з головних бомбардирів команди, маючи середню результативність на рівні 0,37 голу за гру першості. За цей час додав до переліку своїх трофеїв два титули чемпіона Італії, ставав володарем Міжконтинентального кубка, Кубка чемпіонів УЄФА.
Згодом з 1969 по 1978 рік грав у складі команд клубів «Кальярі», «Рома», «Верона», «Фоджа» та «Ольбія». Протягом цих років додав до переліку своїх трофеїв ще один титул чемпіона Італії (у складі «Кальярі»).
Завершив професійну ігрову кар'єру у нижчоліговому клубі «Тренто», за команду якого виступав протягом 1978—1979 років.

## Виступи за збірну
1963 року дебютував в офіційних матчах у складі національної збірної Італії. Протягом кар'єри у національній команді, яка тривала 10 років, провів у формі головної команди країни 33 матчі, забивши 7 голів. У складі збірної був учасником чемпіонату Європи 1968 року в Італії, здобувши того року титул континентального чемпіона, чемпіонату світу 1970 року у Мексиці, де разом з командою здобув «срібло».

## Кар'єра тренера
Розпочав тренерську кар'єру, ще продовжуючи грати на полі, 1977 року, очоливши тренерський штаб клубу «Ольбія».
В подальшому очолював команди клубів «Асті», «Дертона» та «Самбенедеттезе».
Наразі останнім місцем тренерської роботи був клуб «Новара», команду якого Анджело Доменгіні очолював як головний тренер до 1990 року.
| Дата       | Місто           | Господарі         | Результат  | Гості      | Турнір                | Голи | Примітки         |
| ---------- | --------------- | ----------------- | ---------- | ---------- | --------------------- | ---- | ---------------- |
| 10/11/1963 | Рим             | Італія            | 1 – 1      | СРСР       | Відбір до ЧЄ 1964     | -    |                  |
| 19/03/1966 | Париж           | Франція           | 0 – 0      | Італія     | товариський матч      | -    | замінений на 45' |
| 18/06/1966 | Мілан           | Італія            | 1 – 0      | Австрія    | товариський матч      | -    | вийшов на 46'    |
| 01/11/1966 | Мілан           | Італія            | 1 – 0      | СРСР       | товариський матч      | -    |                  |
| 26/11/1966 | Неаполь         | Італія            | 3 – 1      | Румунія    | Відбір до ЧЄ 1968     | -    |                  |
| 22/03/1967 | Нікосія         | Кіпр              | 0 – 2      | Італія     | Відбір до ЧЄ 1968     | 1    |                  |
| 27/03/1967 | Рим             | Італія            | 1 – 1      | Португалія | товариський матч      | -    | вийшов на 46'    |
| 01/11/1967 | Козенца         | Італія            | 5 – 0      | Кіпр       | Відбір до ЧЄ 1968     | -    |                  |
| 18/11/1967 | Берн            | Швейцарія         | 2 – 2      | Італія     | Відбір до ЧЄ 1968     | -    |                  |
| 23/12/1967 | Кальярі         | Італія            | 4 – 0      | Швейцарія  | Відбір до ЧЄ 1968     | 2    |                  |
| 06/04/1968 | Софія           | Болгарія          | 3 – 2      | Італія     | Відбір до ЧЄ 1968     | -    |                  |
| 20/04/1968 | Неаполь         | Італія            | 2 – 0      | Болгарія   | Відбір до ЧЄ 1968     | 1    |                  |
| 05/06/1968 | Неаполь         | Італія            | 0 – 0 д.ч. | СРСР       | ЧЄ 1968 - півфінал    | -    |                  |
| 08/06/1968 | Рим             | Італія            | 1 – 1 д.ч. | Югославія  | ЧЄ 1968 - Фінал       | 1    |                  |
| 10/06/1968 | Рим             | Італія            | 2 – 0      | Югославія  | ЧЄ 1968 - Фінал       | -    | Чемпіони Європи  |
| 23/10/1968 | Кардіфф         | Уельс             | 0 – 1      | Італія     | Відбір до ЧС 1970     | -    |                  |
| 01/01/1969 | Мехіко          | Мексика           | 2 – 3      | Італія     | товариський матч      | -    |                  |
| 24/05/1969 | Турин           | Італія            | 0 – 0      | Болгарія   | товариський матч      | -    |                  |
| 04/11/1969 | Рим             | Італія            | 4 – 1      | Уельс      | Відбір до ЧС 1970     | -    |                  |
| 22/11/1969 | Неаполь         | Італія            | 3 – 0      | НДР        | Відбір до ЧС 1970     | 1    |                  |
| 21/02/1970 | Мадрид          | Іспанія           | 2 – 2      | Італія     | товариський матч      | -    |                  |
| 10/05/1970 | Лісабон         | Португалія        | 1 – 2      | Італія     | товариський матч      | -    |                  |
| 03/06/1970 | Толука-де-Лердо | Італія            | 1 – 0      | Швеція     | ЧС 1970 - 1-й етап    | 1    |                  |
| 06/06/1970 | Пуебла          | Італія            | 0 – 0      | Уругвай    | ЧС 1970 - 1-й етап    | -    | замінений на 45' |
| 11/06/1970 | Толука-де-Лердо | Італія            | 0 – 0      | Ізраїль    | ЧС 1970 - 1-й етап    | -    | замінений на 45' |
| 14/06/1970 | Толука-де-Лердо | Італія            | 4 – 1      | Мексика    | ЧС 1970 - чвертьфінал | -    | замінений на 84' |
| 17/06/1970 | Мехіко          | Італія            | 4 – 3 д.ч. | ФРН        | ЧС 1970 - півфінал    | -    |                  |
| 21/06/1970 | Мехіко          | Бразилія          | 4 – 1      | Італія     | ЧС 1970 - Фінал       | -    | 2-ге місце       |
| 17/10/1970 | Берн            | Швейцарія         | 1 – 1      | Італія     | товариський матч      | -    |                  |
| 31/10/1970 | Відень          | Австрія           | 1 – 2      | Італія     | Відбір до ЧЄ 1972     | -    |                  |
| 08/12/1970 | Флоренція       | Італія            | 3 – 0      | Ірландія   | Відбір до ЧЄ 1972     | -    |                  |
| 09/06/1971 | Стокгольм       | Швеція            | 0 – 0      | Італія     | Відбір до ЧЄ 1972     | -    |                  |
| 29/04/1972 | Мілан           | Італія            | 0 – 0      | Бельгія    | Відбір до ЧЄ 1972     | -    | замінений на 45' |
| Усього     |                 | Матчів (82 місце) | 33         |            | Голів                 | 7    |                  |

## Титули і досягнення

### Командні
- Чемпіон Італії (3):

«Інтернаціонале»: 1964–65, 1965–66
«Кальярі»: 1969–70
- Володар Кубка Італії (1):

«Аталанта»: 1962–63
- Володар Міжконтинентального кубка (2):

«Інтернаціонале»: 1964, 1965
- Володар Кубка чемпіонів УЄФА (1):

«Інтернаціонале»: 1964–65
- Чемпіон Європи (1):

1968
- Віце-чемпіон світу: 1970

### Особисті
- Найкращий бомбардир Кубка Італії (1):

1962–63 (5)